# Per Gylle

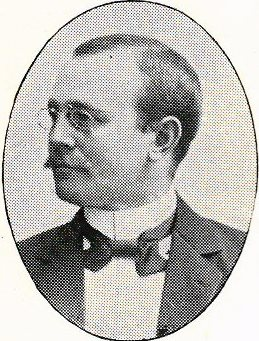
Per Gylle

Per Gylle, ursprungligen Gustafsson, född 12 juli 1861 i Osby socken, Kristianstads län, död 11 januari 1951 i Vadstena församling, Östergötlands län, var en svensk psykiater. 
Gustafsson blev student vid Lunds universitet 1885, medicine kandidat 1891 och medicine licentiat 1896. Han var amanuens vid Lunds hospital 1896–97, biträdande läkare vid Växjö hospital 1897–1905 och vid Lunds hospital 1905–08, t.f. asylläkare vid Lunds asyl 1908 och ordinarie asylläkare där 1908–10, t.f. överläkare vid Piteå hospital och asyl 1909–10, ordinarie överläkare där från 1910 och vid Vadstena hospital och asyl från 1913.
Han gifte sig 1916 med Märta von Wernstedt (1876–1948).